# Cetnerówka
Cetnerówka (ukr. Цетнерівка) – dzielnica Lwowa w rejonie łyczakowskim, główną ulicą jest Marko Czeremszyny.

## Położenie
Cetnerówka jest położona na wschód od Cmentarza Łyczakowskiego, na południe od ulicy Łyczakowskiej. Pod południa graniczy z Parkiem Pohulanka, a od wschodu z Wzgórzem Sławy.

## Historia

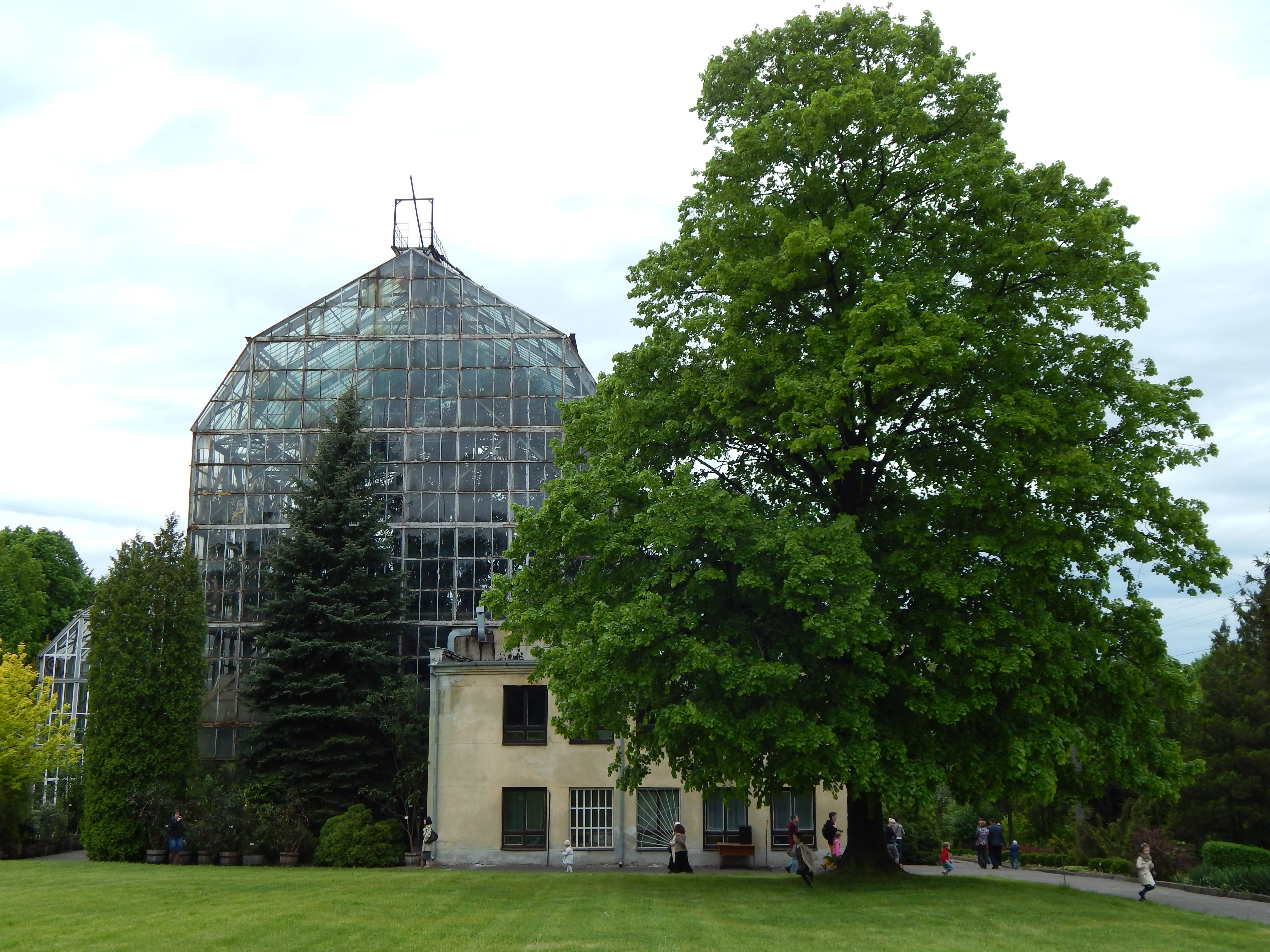
Oranżeria w Ogrodzie Botanicznym Uniwersytetu Lwowskiego

Nazwa pochodzi od wojewody bełskiego Ignacego Cetnera, który był posiadaczem znajdującego się na tym terenie majątku. Ukształtowanie powierzchni sprzyjało urozmaiceniu nasadzeń, ponieważ znajdowała się tu zarówno kotlina jak i łagodne wzniesienia. Pod koniec XVIII wieku założył park z egzotycznymi roślinami, wiele prac wykonywał tu własnoręcznie, a w projektowaniu założeń parkowych pomagał mu Pierre Denis Guibaut. W 1787 Ignacy Centner przestał był wojewodą, otrzymał tytuł grafa i został marszałkiem Królestwa Galicji i Lodomerii. Spadkobiercy Centnera początkowo dbali o park, jednak z czasem uległ on zaniedbaniu. Dawniej środkiem kotliny płynął Potok Cetnerówka, ale w latach 20. XX wieku został zasklepiony, a następnie wysechł.
Na początku XX wieku rząd wykupił 4,5 ha parku dla Uniwersytetu Lwowskiego, który stworzył tam ogród botaniczny. Wkrótce dokupiono 12 ha, kompozycję ogrodu botanicznego opracował w 1924 prof. Stanisław Kulczyński, a w 1927 wybudowano budynek biurowy. W czasie II wojny światowej duża część ogrodu uległa zniszczeniu, w kolejnych latach w granice ogrodu włączono Park Pohulanka i jego powierzchnia wynosiła prawie 100 ha. Na początku lat 70. XX wieku zmniejszono ją do 16,5 ha, w 1974 oddano do użytku kompleks cieplarniany do ekspozycji roślin ciepłolubnych, którego powierzchnia wynosi 1250 m. kw.
Ogród botaniczny z ulicą Łyczakowską łączy ulica Marko Czeremszyny, która jest zabudowana domami jednorodzinnymi z lat 1910-1930. Wśród nich jest dom pod numerem 18, który wybudował dla siebie architekt Władysław Derdacki. W południowej części Cetnerówki znajduje się stadion należący do Lwowskiego Państwowego Uniwersytetu Kultury Fizycznej.